# Újezd u Svatého Kříže
Újezd u Svatého Kříže é uma comuna checa localizada na região de Plzeň, distrito de Rokycany.